# Bounds Green (métro de Londres)
Bounds Green est une station de la Piccadilly line du métro de Londres.